# Eumedonia vittatus
Eumedonia vittatus är en fjärilsart som beskrevs av Burrau 1953. Eumedonia vittatus ingår i släktet Eumedonia och familjen juvelvingar. Inga underarter finns listade i Catalogue of Life.